# Têtes à claques
Vous lisez un « bon article » labellisé en 2007.
Pour les articles homonymes, voir Tête à claques.
Têtes à claques est un site internet humoristique québécois créé le 16 août 2006 par l’ex-publicitaire Michel Beaudet, proposant aux internautes une série de courts clips vidéo d’animation en volume qui mettent en scène différents personnages humoristiques et des situations cocasses.
Très vite popularisé grâce à Internet, le site connaît un très grand succès. Certains des clips animés sont diffusés à la télévision, sur la chaîne canadienne Radio-Canada à partir du 17 décembre 2007 et sur la chaîne française Canal+ à compter de janvier 2008.

## Histoire du site

### Création et débuts
Le créateur des Têtes à claques, Michel Beaudet, publicitaire de métier, voulait originellement créer une émission éducative pour enfants en créant des animaux avec de la pâte à modeler. Ces animaux auraient raconté leur vie, leur habitat naturel et d’autres informations sur eux avec quelques gags enfantins. Il a sculpté des grenouilles et, après des tests, s’est amusé à les faire péter dans l’eau. Après avoir montré le résultat à ses proches, ceux-ci furent plus amusés par les grenouilles qui pètent que par l’idée originale.
Le site fut créé le 16 août 2006 par Beaudet, qui commenta :

« Les Têtes à claques sont un accident. Je me suis vite rendu compte que 90 % du temps, les gens qui font de l’animation en volume ne font qu’animer des bouches et des yeux. Alors, j’ai commencé à faire des tests et comme je suis très paresseux, je me suis dit que j’allais filmer mon visage et ensuite mettre ma bouche et mes yeux sur les bonhommes en pâte à modeler. »

Le créateur était impressionné par la technique d’animation en volume utilisée dans le film d’animation Chicken Run, et décida de s’en inspirer.
Michel Beaudet a alors envoyé plus d'une cinquantaine de courriers électroniques à des amis et à des collègues publicitaires. Un mois plus tard, en septembre 2006, le site comptait 500 000 visiteurs uniques, et en novembre de la même année, le site comptait plus de 3,2 millions de visiteurs uniques.

### Popularisation
Au départ, le créateur recevait des offres de compagnies téléphoniques et de stations de télévision, à un tel point qu’il a dû engager deux assistants, Hugo Caron et Simon Parizeau, pour l’aider à la production des clips et du site dans sa maison de Boucherville. L’idée d’un DVD des Têtes à claques fut également envisagée et sa sortie, programmée pour Noël 2007, fut finalement avancée pour novembre 2007.
Le 12 novembre 2006, Michel Beaudet et ses assistants ont été invités sur le plateau de l’émission québécoise Tout le monde en parle, animée par Guy A. Lepage. Le créateur y a parlé de la genèse du site et de son fonctionnement, ce qui a fait un grand succès.
En décembre 2006, on estime l’affluence sur le site à 3,2 millions de visiteurs uniques.
En janvier 2007, la compagnie Juste pour rire a acheté les droits des clips pour les mettre à l’écran dans des pays non francophones et peut-être même les exporter. Toutefois, le contrat, arrivé à échéance le 30 septembre 2007, n’a pas été renouvelé. Le projet n’ayant donné aucun résultat, le créateur des Têtes à claques n’a pas signé de nouveau et a récupéré la totalité de ses droits pour la télévision.
En février 2007, la compagnie téléphonique Bell commence à travailler avec les créateurs du site. Les Têtes à claques offrent maintenant des sonneries vidéo, des écrans de veille et des clips, dont un extrait de quelques secondes de celui qui sera présent la semaine suivante. Pour ceux qui ont le service de télévision numérique Bell Télé, un clip pourra être visionné avec chaque film commandé à la télévision. Michel Beaudet a d’ailleurs signé avec une compagnie américaine de bonbons, Topps, pour leur marque Vertigo. Une série de figurines, chandails et accessoires à l’image des Têtes à claques sont alors en vente sur le site officiel des clips. Un clip, Le chien, a été créé en partenariat avec la fondation pour les chiens-guides Mira.
En mai, les Têtes à Claques ont poursuivi leur engagement communautaire en lançant une promotion pour la Fondation de l’hôpital Sainte-Justine. Ils ont produit des figures de Willi Wallers, de LCD Shovels et de Body Toners Platinum Édition, lesquelles furent mises aux enchères sur eBay. Durant le même mois, Michel Beaudet et les personnages Uncle Tom et Natasha ont présenté un Olivier au Gala des Oliviers, animé par Martin Petit. Ils ont aussi lancé une nouvelle boisson gazeuse qui fut disponible pour une durée limitée dans les dépanneurs Couche-Tard. Au début du mois de juillet, la valeur du site Web était estimée à 12 millions de dollars canadiens.
En juin 2007, les concepteurs du site mettent en vente un Body Toner Platinum Édition, un Willi Waller 2006 et un LCD shovel 2007 sur eBay. Les enchères montèrent à plus de 20 000 dollars canadiens pour le Body Toner, à 3 000 dollars canadiens pour le Willi Waller et le LCD shovel à 2 200 dollars canadiens. Cette vente est au profit d’une association caritative canadienne : l’hôpital Sainte-Justine pour enfants.
Vers la mi-juin, des T-shirts pour enfants et adultes à l’effigie des personnages de Têtes à claques étaient désormais en vente dans certains magasins. Le prix variait entre 12,95 $ et 20,00 $. On peut lire sur ces T-shirts des phrases typiques des clips tels que « Aimes-tu manger des patates ? » ou « C’est bon les pop-tarts ! »
Le 15 août 2007, à l’édition 2007 de KARV l’anti-gala à VRAK.TV, la catégorie « L’artiste qui vous fait pisser dans vos culottes » a été gagnée par les Têtes à claques. Pour l’occasion, un clip avec Uncle Tom et les enfants du clip Halloween a été fait. Ils ont été fêtés le premier anniversaire du site (16 août) pendant le gala. Le même mois, l’opérateur de téléphonie mobile français SFR lance le site Ça Va Ouatcher et fait des Têtes à claques son habillage publicitaire. Vers la fin du mois d’août, une nouvelle série d’articles Têtes à claques est mise à disposition dans les dépanneurs Couche-Tard. Cette série inclut des portefeuilles, des porte-clés, des étuis à téléphone cellulaire et des cartes de jeux.
À partir du 6 janvier 2008, Canal+ diffuse chaque semaine (le dimanche à 14h20) un des 45 premiers épisodes (dont Le Willi Waller, Halloween, Les cadeaux de Noël, Le cauchemar et Les ti-papoutes) des Têtes à claques, d’après un contrat signé le 25 septembre 2007. Les voix québécoises ne sont pas doublées, seulement des sous-titres sont ajoutés à certains passages. Les épisodes peuvent être visionnés sur le site de Canal+ après leur passage à l’antenne. Canal+ avait déjà contacté Michel Beaudet seulement quatre semaines après l’ouverture du site.
Le 14 août 2008, un nouveau site est mis en ligne. Celui-ci accueille à nouveau tous les clips réalisés depuis le début de l'aventure, sauf le clip So sexy. Une version anglaise du site est également disponible. Toutes les publicités, françaises ou étrangères, sont présentes sur le nouveau site, de même que les clips prévus pour des galas. Il y a aussi la possibilité d'avoir des sous-titres en français international et en anglais, ce qui n'était pas le cas sur l'ancien site.
En octobre 2009, les Têtes à claques sont diffusées sur Télétoon. Elle a été diffusée les samedi et dimanche à 21h30. Chaque épisode dure 30 minutes (pauses publicitaires incluses) avec huit clips à chaque épisode. Depuis août 2010, sa diffusion a lieu du lundi au jeudi à 21h30 et les clips peuvent être visionnés sur le site de Télétoon.

« Télétoon nous offrait le meilleur deal et c'était un fit naturel par rapport à l'animation »

— Michel Beaudet
En septembre 2011, les Têtes à claques ont annoncé, pour janvier 2012, le début de leur série télé, intitulée Au pays des têtes à claques. Treize épisodes avaient été annoncés en date du 28 octobre 2012.
En 2017, de nouveaux clips sortent sur YouTube et les créateurs offrent en parallèle une nouvelle série de clips appelée Ne Paniquez Pas, Restez Calme dans lesquelles ils parodient les vidéos éducatives pour se protéger de certains dangers.
En automne 2019, les créateurs des Têtes à claques créent une série nommée Les Histoires bizarres du professeur Zarbi, une série où Professeur Zarbi résout des problèmes paranormaux avec son assistant Benjamin, un adolescent.

## Records d’audience
Le nombre de visiteurs sur le site est phénoménal. En un mois, les clips ont été visionnés plus de huit millions de fois. Il est le dixième site le plus populaire au Québec, après les sites de la station de télévision Radio-Canada, Cyberpresse, de RDS et du gouvernement du Québec. Actuellement, il est l'un des sites francophones les plus visités au Canada,. Le site est aussi très populaire en France ; 20 % des visiteurs du site sont français. D’après Alexa Internet, il est en septembre 2007 l’un des 400 sites les plus visités au Canada et l'un des 550 en France.

## Critiques et controverses
Malgré son énorme succès, le site n’est pas apprécié partout ; certaines écoles et entreprises bloquent l’accès au site sur leur réseau Internet. Les écoles bannissent le site à cause de ses « propos vulgaires », tandis que les entreprises le bloquent car leurs employés passent plus de temps à visionner les clips des Têtes à claques qu’à travailler.
En 2006, le clip So sexy, a été banni du site pour des raisons du droit d'auteur pour avoir utilisé la chanson I'm Too Sexy de Right Said Fred. Le clip peut être visionné dans d'autres sites Web.
En avril 2007, l’organisation Québec Pluriel juge le clip Le Cannibale raciste. Monique, un personnage du clip, y surnomme un cannibale Kunta Kinte, clin d’œil ironique à l’esclave noir dont la vie a fait l’objet d’un livre et d’une télésérie, Racines. Michel Beaudet a déclaré n’avoir aucune intention raciste et justifie le choix du cannibale, quelle que soit sa race, à des fins purement humoristiques,.

## Création des clips
Le créateur du site, Michel Beaudet, crée ses clips avec deux assistants, Hugo Caron, le directeur artistique, et Simon Parizeau, le monteur vidéo.
La création d’un clip est très spontanée et ne dure pas longtemps, ce qui laisse beaucoup de temps libre aux auteurs. Michel Beaudet écrit des thèmes et en fait des sketchs dont il écrit le texte, ce qui lui prend d’une à deux heures. Une fois le texte terminé, il s’installe devant une caméra et filme son visage en gros plan pendant qu’il joue la scène du clip. Ensuite, les yeux et la bouche de Beaudet sont isolés par ordinateur et installés sur la figurine du personnage, laquelle est photographiée puis mise sur un fond, dépendant du lieu de l’histoire. Avec ses petits bonshommes, les animations, qui consistent en de l’animation en volume, sont plutôt simples et rudimentaires, ce qui plaît aux internautes. Michel Beaudet sculpte lui-même ses personnages et superpose ses yeux et sa bouche aux personnages par un travail à l’ordinateur. Il utilise généralement de fausses dents, et déforme numériquement l’image de sa bouche.

## Produits dérivés et mercatique
Michel Beaudet a créé une entreprise, Salambo Productions, qui a plusieurs partenaires commerciaux.
En février 2007, Bell Canada Entreprises, compagnie canadienne de télécommunications, lance une campagne publicitaire (télévision, radio, Internet, affichage, etc.) avec les Têtes à claques et permet à ses clients de voir les clips depuis leur téléphone portable. En mars, Topps Candy Company lançait également une campagne publicitaire aux États-Unis pour ses friandises Vertigo. Trois publicités télévisées, mettant en scène différents personnages de Têtes à claques sont diffusées sur les chaînes Nickelodeon, ABC Family et Cartoon Network.
En mai 2007, A. Lassonde (entreprise québécoise de jus de fruits) et Alimentation Couche-Tard s’associent aux Têtes à claques pour commercialiser un ensemble de trois boissons, où figurent des personnages du site (Raoul, Monique et le commandant du vol DC 132). Ces boissons sont produites par A. Lassonde et vendues dans les dépanneurs Couche-Tard. Un mois avant, le jus de fruits Fruité de A. Lassonde était déjà apparu dans l'un des clips des Têtes à claques, Le pilote 3.
En juin 2007, l’entreprise spécialisée dans les produits dérivés du nom de Calego, débute la vente d’une collection de tee-shirts Têtes à claques dans les magasins Zellers, L’Aubainerie, Croteau et Korvette.
Le 15 août 2007, l’opérateur mobile français SFR lance, à la manière de Bell Canada Entreprises, une campagne publicitaire appelée « Ca va ouatcher » pour promouvoir son nouveau forfait dédié aux moins de 25 ans. Différentes vidéos publicitaires, où apparaissent quatre nouveaux personnages de Têtes à claques, sont diffusées à la télévision, mais aussi au cinéma et sur Internet. On entend les personnages à la radio et on les voit sur des affiches publicitaires. Un site est également créé pour l’occasion : cavaouatcher.fr (redirige désormais vers le site de SFR).
La vente de pop-tarts, repopularisés par le clip Halloween, a augmenté de près de 50 % dans les marchés d’alimentation Métro les six premiers mois de 2007.

## La série en DVD
Le premier volume de la série DVD des Têtes à claques qui avait été réclamé maintes fois par les fans est officiellement sorti au Québec le 23 octobre 2007 et est en vente dans tous les magasins spécialisés, dans les dépanneurs Couche-Tard et dans les succursales de Vidéo Zone.
Ce premier volume de la série contient les 45 premiers clips des Têtes à claques, un clip inédit où les personnages de Johnny Boy et Cécile sont dérangés par Raoul lorsqu’ils prennent un bain, l’histoire des Têtes à claques, une liste de tous les personnages, les publicités des Têtes à claques (Vertigo et SFR) et les deux clips joués lors de galas.
Le volume 2 est sorti le 21 octobre 2008. En plus des 45 clips suivants de la série, le DVD renferme certains suppléments tels qu'un documentaire sur l'histoire de la série intitulé Têtes à claques: une histoire « unbelievable », l'apparition de Monique et Lucien à Tout le monde en parle, le clip créé pour le 40e anniversaire de la chanteuse Céline Dion, des scènes coupées et des clips parodiant des films préparés pour les Français.
Le troisième volume est sorti le 1er décembre 2009 avec les 45 clips suivants. Enfin, le volume 4 des Têtes à Claques est, quant à lui, sorti le 1er mars 2011.